# Сант'Алфио
Сант'А̀лфио (на италиански: Sant'Alfio, на сицилиански Sant'Affiu, Сант'Аффиу) е малко градче и община в Южна Италия, провинция Катания, автономен регион и остров Сицилия. Разположено е на 531 m надморска височина. Населението на общината е 1663 души (към 2010 г.).
В общинската територия се намира част от вулкана Етна. Главният център на общината се намира в подножието на планината.